# O̯
Cette page contient des caractères spéciaux ou non latins. S’ils s’affichent mal (▯, ?, etc.), consultez la page d’aide Unicode.
O̯ (minuscule : o̯), appelé O brève inversée souscrite, est un graphème utilisé dans l’écriture du megleno-roumain et dans plusieurs transcriptions phonétiques. Il s'agit de la lettre O diacritée d'une brève inversée souscrite.

## Représentations informatiques
Le O brève inversée souscrite peut être représenté avec les caractères Unicode suivants :
- décomposé (latin de base, diacritiques)[1],[2] :

| formes    | représentations | chaînes de caractères | points de code | descriptions                                                   |
| --------- | --------------- | --------------------- | -------------- | -------------------------------------------------------------- |
| capitale  | O̯               | O◌̯                    | U+004F U+032F  | lettre majuscule latine o diacritique brève inversée souscrite |
| minuscule | o̯               | o◌̯                    | U+006F U+032F  | lettre minuscule latine o diacritique brève inversée souscrite |